# 郑州经济技术开发区
郑州经济技术开发区是位于河南省郑州市一个总面积达137平方公里的国家级经济技术开发区。郑州经济技术开发区的发展目标，以提高吸收外资质量为主、以发展现代制造业为主、以优化出口结构为主，致力于发展高新技术产业、致力于发展高附加值服务业，促进国家级经济技术开发区向多功能综合性产业区转变。

## 历史
郑州经济技术开发区成立于1993年4月。2000年2月，经中国国务院批准，成为国家级经济技术开发区。2009年8月，接手开发建设新规划的郑州国际物流园区。区内常住和从业人口15万人。

## 行政区划
郑州经济技术开发区代管九龙镇、明湖街道、潮河街道、京航办事处、前程办事处、祥云办事处。

## 地理
开发区范围，北到陇海铁路、西达机场高速、南至郑民高速、东临万三公路。截至2009年8月，面积约为137平方公里。

## 产业
支柱产业：汽车及零部件制造、装备制造、食品加工、电子信息、现代物流
产业园区：海马汽车工业园、日产汽车工业园、中烟工业园、装备制造工业园、食品加工工业园、电子信息产业园、保税物流产业园、医药物流产业园。

## 经济
截至2010年11月，全区完成规模以上工业总产值130亿元，同比增长47.6%；完成规模以上工业增加值28亿元，同比增长47.2%；完成城镇固定资产投资67.8亿元，同比增长38.8%；完成财政总收入23.2亿元，同比增长18%；完成财政一般预算收入7.4亿元，同比增长39.8%；完成进出口额5.3亿美元，同比增长104.1%；实际利用外资2.8亿美元，同比增长19.9%。
2023年，经开区GDP完成1328亿元。其中，汽车产业1100亿元，装备制造业667.7亿元，食品烟草业实现产值433.8亿元。根据经开区的数据，现代物流业营业收入超过2500亿元，生物医药产业规模达到623亿元。进出口货值476.96亿元。，并荣获全省唯一“五星级先进制造业开发区”。

## 参看
- 郑州出口加工区